# Tri.be
 (juillet 2024).
La mise en forme du texte ne suit pas les recommandations de Wikipédia : il faut le « wikifier ».
Les points d'amélioration suivants sont les cas les plus fréquents. Le détail des points à revoir est peut-être précisé sur la page de discussion.
- Les titres sont pré-formatés par le logiciel. Ils ne sont ni en capitales, ni en gras.
- Le texte ne doit pas être écrit en capitales (les noms de famille non plus), ni en gras, ni en italique, ni en « petit »…
- Le gras n'est utilisé que pour surligner le titre de l'article dans l'introduction, une seule fois.
- L'italique est rarement utilisé : mots en langue étrangère, titres d'œuvres, noms de bateaux, etc.
- Les citations ne sont pas en italique mais en corps de texte normal. Elles sont entourées par des guillemets français : « et ».
- Les listes à puces sont à éviter, des paragraphes rédigés étant largement préférés. Les tableaux sont à réserver à la présentation de données structurées (résultats, etc.).
- Les appels de note de bas de page (petits chiffres en exposant, introduits par l'outil «  Source ») sont à placer entre la fin de phrase et le point final[comme ça].
- Les liens internes (vers d'autres articles de Wikipédia) sont à choisir avec parcimonie. Créez des liens vers des articles approfondissant le sujet. Les termes génériques sans rapport avec le sujet sont à éviter, ainsi que les répétitions de liens vers un même terme.
- Les liens externes sont à placer uniquement dans une section « Liens externes », à la fin de l'article. Ces liens sont à choisir avec parcimonie suivant les règles définies. Si un lien sert de source à l'article, son insertion dans le texte est à faire par les notes de bas de page.
- La présentation des références doit suivre les conventions bibliographiques. Il est recommandé d'utiliser les modèles {{Ouvrage}}, {{Chapitre}}, {{Article}}, {{Lien web}} et/ou {{Bibliographie}}. Le mode d'édition visuel peut mettre en forme automatiquement les références.
- Insérer une infobox (cadre d'informations à droite) n'est pas obligatoire pour parachever la mise en page.

Pour une aide détaillée, merci de consulter Aide:Wikification.
Si vous pensez que ces points ont été résolus, vous pouvez retirer ce bandeau et améliorer la mise en forme d'un autre article.
 (juillet 2024).
Ne doit pas être confondu avec Tribu (ethnologie) ou Teribe (homonymie).
Tri.be (/traɪ.bi/ ; Coréen : 트라이비 ; RR : Teuraibi ; stylisé comme TRI.BE), est un girl group sud-coréen formé en 2021 par TR Entertainment et Universal Music Group. Le groupe est composé de six membres : Songsun, Kelly, Hyunbin, Jia, Soeun et Mire. Le groupe a fait ses débuts le 17 février 2021, avec la sortie de son premier album single Tri.be Da Loca (en). Initialement composé de sept membres, l'ancien membre Jinha a quitté le groupe pour des raisons de mauvaise santé physique.

## Origine du nom du groupe
Tri.be est une combinaison de « Tri », une abréviation de « Triangle », qui est un symbole de perfection, et de « Be », qui signifie existence, conduisant au sens de « existence parfaite » ou « être parfait ». [1]

## Histoire

### Pré-débuts
Songsun et Hyunbin étaient d'anciens stagiaires de Banana Culture Entertainment (en), impliqués dans l'un des projets de la société intitulé "Banana Culture New Kid".
Kelly a participé au concours chinois Youth With You 2 (en) sous la direction de l'ancienne société de gestion préalable de TRI.BE, Lion-Heart Entertainment. Elle a été éliminée au premier tour et a terminé à la 64e place.[2]

### LeviosaetW.A.Y
Le 29 décembre 2020, il a été révélé que le producteur Shinsadong Tiger et Universal Music Group avaient l'intention de lancer un nouveau groupe de filles au début de 2021. Le 4 janvier 2021, les comptes officiels de médias sociaux du groupe ont publié une vidéo animée du logo officiel, révélant le logo du groupe et son nom : Tri.be. Le groupe a publié des vidéos teaser et promotionnelles début février, confirmant plus tard qu'ils feraient leurs débuts plus tard dans le mois. Avant leurs débuts, ils ont participé à leur première émission de téléréalité en ligne, Let's Try ! Be, sur YouTube via Studio Lululala (en).
Ils ont fait leurs débuts avec leur premier album single Tri.be Da Loca (en) le 17 février 2021, avec le premier single « Doom Doom Ta » et son morceau en "Face B" , « Loca ». Les deux chansons de l'album ont été produites par Shinsadong Tiger et LE (Elly), membre d'EXID. Le même jour que leurs débuts, Tri.be a été annoncé comme signé sous le label filiale d'Universal Music, Republic Records, pour des promotions en dehors de la Corée.
Le 18 mai 2021, ils sortent leur deuxième album single intitulé Conmigo avec le premier single « Rub-A-Dum » et son morceau en face B « Loro ».
Le 12 octobre 2021, Tri.be a sorti son premier Extended Play Veni Vidi Vici, avec le premier single "Would You Run" aux côtés de 4 nouveaux morceaux et de 2 singles déjà sortis "Doom Doom Ta" et "Rub-A-Dum".
Le 25 novembre 2021, Tri.be a sorti un single spécial hiver intitulé « Santa For You ».
Le 2 décembre 2021, il a été annoncé que Tri.be participerait à la chanson thème de la série We Baby Bears de Cartoon Network. La chanson, intitulée « The Bha Bha Song », est sortie le 17 décembre 2021, aux côtés du clip.
Le 9 août 2022, Tri.be a sorti son troisième album single Leviosa avec le premier single « Kiss ».
Le 14 février 2023, Tri.be a sorti son deuxième jeu prolongé W.A.Y avec le premier single « We Are Young ».
Le 21 juillet 2023, le membre Jinha a quitté Tri.be en raison de problèmes de santé.
Le 28 novembre 2023, Tri.be a sorti son single spécial hiver intitulé The Little Drummer Girls.

### Retour du groupe avecDiamond (2024-présent)
Le 20 février 2024, Tri.be sort son quatrième album single Diamond avec le premier single du même nom. Une vidéo de performance pour son morceau de la face B "Run" est sortie deux jours plus tard.
Le 25 février 2024, le groupe annonce sa prochaine tournée sur le contient Européen pour le mois de Juin 2024 qui a été organisée par Jin Entertainnement.
| Ville     | Pays        | Date       | Lieu du concert  |
| --------- | ----------- | ---------- | ---------------- |
| Vienne    | Autriche    | 30/05/2024 | Szene Wien       |
| Francfort | Allemagne   | 02/06/2024 | Das Bett         |
| Berlin    | Allemagne   | 04/06/2024 | Hole44           |
| Munich    | Allemagne   | 05/06/2024 | Backstage Halle  |
| Paris     | France      | 09/06/2024 | La Bellevilloise |
| Londres   | Royaume-Uni | 11/06/2024 | Brixton Jamm     |

## Membres

### Membres actuelles
- Songsun (송선)
- Kelly (켈리)
- Hyunbin (현빈)
- Jia (지아)
- Soeun (소은)
- Mire (미레)

### Membres passés
- Jinha (진하)

## Discographie

### Extended Play (Lectures Prolongées)
| Titre          | Détails du PE                                                                                                   | Positions maximales dans le graphique | Ventes        |
| Titre          | Détails du PE                                                                                                   | KOR                                   | Ventes        |
| -------------- | --- | ------------------------------------- | ------------- |
| Veni Vidi Vici | - Sortie : 12 octobre 2021 - Label : TR Entertainment, Universal Music - Formats : CD, téléchargement numérique | 14                                    | - KOR: 13,345 |
| W.A.Y          | - Sortie : 14 février 2023 - Label : TR Entertainment, Universal Music - Formats : CD, téléchargement numérique | 22                                    | - KOR: 20,636 |

### Albums uniques
| Titre                    | Details de l'album                                                                                                   | Positions maximales dans le graphique | Ventes        |
| Titre                    | Details de l'album                                                                                                   | KOR                                   | Ventes        |
| ------------------------ | --- | ------------------------------------- | ------------- |
| Tri.be Da Loca           | - Sortie: 17 Février 2021 - Label: TR Entertainment, Universal Music - Formats: CD, téléchargement numérique         | 57                                    | - KOR: 1,742  |
| Conmigo                  | - Sortie: 18 Mai 2021 - Label: TR Entertainment, Universal Music - Formats: CD, téléchargement numérique             | 25                                    | - KOR: 4,989  |
| Leviosa                  | - Sortie: 9 Août 2022 - Label: TR Entertainment, Universal Music - Formats: CD, téléchargement numérique             | 15                                    | - KOR: 16,014 |
| The Little Drummer Girls | - Sortie: 27 Novembre 2023 - Label: TR Entertainment, Universal Music - Formats: téléchargement numérique, streaming | —                                     | —             |
| Diamond                  | - Sortie: 20 février 2024 - Label: TR Entertainment, Universal Music - Formats: CD, téléchargement numérique         | 26                                    | - KOR: 6,951  |

### Singles
| Titre | Année | Position maximale | Album            |
| Titre | Année | KOR Down.         | Album            |
| --- | ----- | ----------------- | ---------------- |
| "Doom Doom Ta" (둠둠타)                                                                                  | 2021  | 70                | Tri.be Da Loca   |
| "Rub-A-Dum" (러버덤)                                                                                     | 2021  | 107               | Conmigo          |
| "Would You Run" (우주로)                                                                                 | 2021  | 86                | Veni Vidi Vici   |
| "Santa for You"                                                                                          | 2021  | —                 | Non-album single |
| "Kiss"                                                                                                   | 2022  | 87                | Leviosa          |
| "We Are Young"                                                                                           | 2023  | 43                | W.A.Y            |
| "Diamond"                                                                                                | 2024  | 54                | Diamond          |
| "—" désigne les versions qui n'ont pas été répertoriées ou qui n'ont pas été publiées dans cette région. |       |                   |                  |

### En tant qu'artiste vedette
| Titre                                                                             | Année | Album            |
| --------------------------------------------------------------------------------- | ----- | ---------------- |
| "Memu Aagamu" (Coke Studio avec Armaan Malik, Lost Stories, Allu Arjun et Tri.be) | 2022  | Non album single |

### Singles promotionnel
| Titre              | Année | Album                               |
| ------------------ | ----- | ----------------------------------- |
| "The Bha Bha Song" | 2021  | We Baby Bears OST (Cartoon Network) |

## Vidéographies

### Vidéos musicales
| Titre              | Année | Directeurs                    | Ref.   |
| ------------------ | ----- | ----------------------------- | ------ |
| "Doom Doom Ta"     | 2021  | Oroshi (Desert Beagle)        | [ 10 ] |
| "Rub-A-Dum"        | 2021  | Hong Jae-hwan (Desert Beagle) | [ 11 ] |
| "Would You Run"    | 2021  | Oroshi (Desert Beagle)        | [ 12 ] |
| "The Bha Bha Song" | 2021  | Lee Seonjin (TOURMALINE)      | [ 13 ] |
| "Kiss"             | 2022  | Naive Creative Production     | [ 14 ] |
| "Papa Noel"        | 2023  | Inconnu                       | [ 15 ] |
| "Diamond"          | 2024  | Via Production                | ,      |

## Filmographie

### Télé-Réalités
| Année | Titre          | Réseau Social / Plateforme | Note(s)                                                  | Ref.   |
| ----- | -------------- | -------------------------- | -------------------------------------------------------- | ------ |
| 2021  | Let's Try ! Be | YouTube                    | Chaîne Studio Lulu Lala Première émission de téléréalité | [ 18 ] |

## Récompenses et nominations
| Remise des prix          | Année | Categorie                                | Candidat / œuvre | Resultat   | Ref.   |
| ------------------------ | ----- | ---------------------------------------- | ---------------- | ---------- | ------ |
| Asia Artist Awards       | 2021  | Prix de popularité du groupe Female Idol | Tri.be           | Nomination | [ 19 ] |
| Asia Model Awards        | 2022  | Prix de l'étoile montante                | Tri.be           | Lauréat    | [ 20 ] |
| Brand of the Year Awards | 2021  | Prix de l'idole de la recrue féminine    | Tri.be           | Nomination | [ 21 ] |
| Hanteo Music Awards      | 2021  | Prix Rookie – Groupe féminin             | Tri.be           | Nomination | [ 22 ] |
| Hanteo Music Awards      | 2023  | Prix de l'Étoile fleurie                 | Tri.be           | Lauréat    | [ 23 ] |
| Seoul Music Awards       | 2022  | Prix de popularité K-wave                | Tri.be           | Nomination | [ 24 ] |
| Seoul Music Awards       | 2022  | Prix de popularité                       | Tri.be           | Nomination | [ 24 ] |
| Seoul Music Awards       | 2022  | Recrue de l'année                        | Tri.be           | Nomination | [ 24 ] |

### Listes (Listicles)
| Editeur       | Année | Liste (listicle (en)) | Placement | Ref.   |
| ------------- | ----- | --- | --------- | ------ |
| Rolling Stone | 2021  | The 10 Best K-Pop Debuts of 2021 (Les 10 meilleurs débuts K-Pop de 2021)                                                                    | 8ème      | [ 25 ] |
| Billboard     | 2024  | The 20 Best K-Pop Songs of 2024 (So Far): Critic’s Picks (Les 20 meilleures chansons K-Pop de 2024 (jusqu'à présent) : choix des critiques) | 19ème     | [ 26 ] |